# Gardone Riviera

Lage der Gemeinde Gardone Riviera in der Provinz Brescia

Gardone Riviera ist eine italienische Gemeinde am Westufer des Gardasees mit 2617 Einwohnern (Stand 31. Dezember 2023) nahe Salò und ist seit 2017 Mitglied der Vereinigung I borghi più belli d’Italia (Die schönsten Orte Italiens).
Gardone besteht aus den Ortsteilen Gardone Sotto, Gardone Sopra, Fasano Sotto und Fasano Sopra. Die Hügel, die das Dorf umschließen, sorgen für ein mildes Mikroklima, in dem sich mitteleuropäische und mediterrane Vegetation wie beispielsweise Zitruspflanzen, Zypressen und Agaven abwechseln. In der Gemeinde gibt es zahlreiche Parks und Gärten.

## Lage
Gardone liegt auf der westlichen Seite des Gardasees. Die acht Gemeinden Limone sul Garda, Tremosine, Tignale, Gargnano, Toscolano Maderno, Magasa, Gardone und Salò bilden die Riviera dei Limoni.

## Geschichte

Das Ufer des Gardasees bei Gardone 1906 mit dem Hotel Gardone in der Mitte

Von 1337 bis 1797 gehörte Gardone Riviera zur „Magnifica Patria“ mit dem Regierungssitz Salò.
Ende des 19. Jahrhunderts wurde Gardone Riviera ein Kurort. Deutsche Ärzte wie Ludwig Rohden empfahlen den Ort, der früher Hildebrandsburg hieß, wegen der therapeutischen Eigenschaften seines Klimas besonders für längere Aufenthalte. Aus diesem Grund wollte der Österreicher Ludwig Wimmer das erste größere Hotel am See bauen. Als er im Jahr 1881 Bürgermeister Gardones wurde, fing er an, für die Gemeinde erfolgreich zu werben. Innerhalb von wenigen Jahren wurde es zu einem Kurort. Zahlreiche deutsche Komponisten und Schriftsteller hatten in Gardone in dieser Zeit ihren Zweitwohnsitz, so Paul Heyse, Ludwig Neuhoff (1859–1909 in Gardone) und Paul Königer.
1900 erhielt Gardone Bahnanschluss an die Straßenbahnstrecke Brescia–Salò–Gargnano. Bereits 1934 wurde die Strecke endgültig stillgelegt.
Von 1921 bis 1938 lebte Gabriele d’Annunzio in Gardone in seinem weitläufigen Anwesen Vittoriale degli italiani, in dem sich auch seine monumentale Grabstätte befindet.
Von 1933 bis zu ihrem Tod lebte in Gardone Alice Jacobi (* 25. August 1890 in Elberfeld; † 19. September 1938 in Gardone Riviera, wo sie auch beerdigt wurde), die in der Villa Maddalena ihre Schule am Gardasee, eine Exilschule für jüdische Kinder aus Deutschland, betrieb. Zumindest zeitweilig lebte hier mit seiner Familie auch ihr Bruder, der Theaterregisseur Karl Löwenberg, und vorübergehend unterrichteten an der Schule der aus Hamburg stammende Pädagoge Fritz C. Neumann und die Kölner Tanzpädagogin Susanne Levinger. Nach der Schließung der Schule begab sich Levinger zu einer weiteren Ausbildung nach England, kehrte 1939 aber wieder nach Gardone zurück. Bis zu ihrer Verhaftung nach Ausbruch des Zweiten Weltkriegs war sie hier Lehrerin des Enkels des Malers Angelo Landi (1879–1944) aus Salò.
Während der Zeit der Italienischen Sozialrepublik (italienisch Repubblica Sociale Italiana, kurz RSI) wurden die großen Hotels und Villen am Westufer des Gardasees Sitz der Regierung und der Ministerien, aber auch Wohnsitz der führenden Köpfe der RSI. In Folge des am 8. September 1943 bekanntgegebenen Waffenstillstands von Cassibile wurde auch der Betrieb der Deutschen Botschaft von Rom nach Fasano in die Villa Bassetti verlegt. Das Botschaftspersonal wurde im Hotel Bella Riva untergebracht. Unter anderem lag im Ortsteil Fasano die Dienststelle des „höchsten SS- und Polizeiführers“ in Italien, Karl Wolff, der einer der einflussreichsten Männer der deutschen Besatzung in Italien war.

## Sehenswürdigkeiten

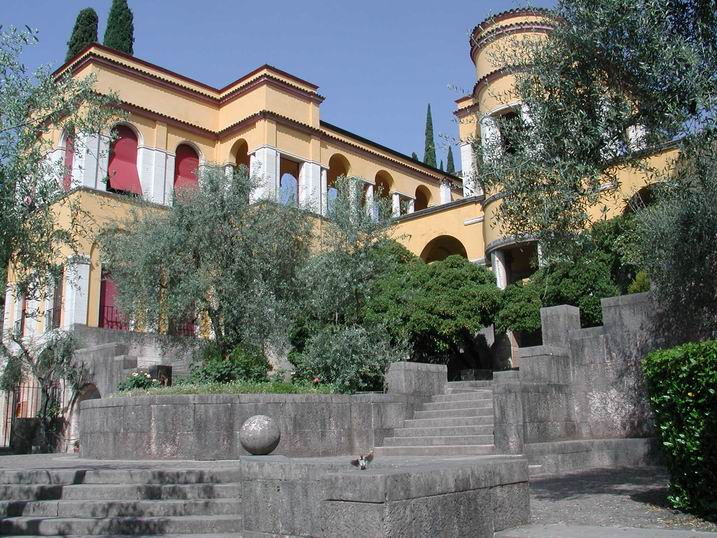
Il Vittoriale degli Italiani in Gardone Riviera

### Il Vittoriale degli Italiani
Der Vittoriale degli italiani (übersetzt etwa: „Siegerdenkmal der Italiener“) war das Anwesen des italienischen Dichters Gabriele D’Annunzio, das er von 1921 bis 1938 bewohnte. Heute ist der Komplex ein weiträumiges Museum auf einer Fläche von neun Hektar.
Ein eigenes Freilichttheater befindet sich ebenfalls auf dem Gelände. Es wurde 1930 entworfen, aber erst am 8. August 1953 mit einem Konzert der Mailänder Scala eröffnet. Es bietet Platz für 1500 Besucher. Die hinteren Sitzreihen grenzen direkt an die Trakte des Wohnhauses.
Das mehrteilige Wohnhaus ist ganz in Weiß, Ockergelb und Dunkelrot gehalten. D’Annunzio hat diese Villa nicht vollständig neu gebaut: Er übernahm sie 1921, nachdem sie vorher dem deutschen Kunsthistoriker Henry Thode gehörte. Der Besitz war nach dem Weltkrieg enteignet worden.
D’Annunzio ließ die Anlage vom Architekten Gian Carlo Maroni nach und nach umbauen und erweitern und hinterließ schließlich 1938, im Jahr seines Todes das nunmehr „Vittoriale“ genannte Anwesen dem italienischen Volk.
Mit ungefähr 200.000 Besuchern im Jahr zählt der Vittoriale zu den bestbesuchten Museen Italiens.

### Der botanische Garten
Der 10.000 m² große Garten (Giardino Botanico A. Hruska) wurde im Jahr 1910 von dem Naturforscher und Arzt Professor Arthur Hruska angelegt. Bis 1971 hat er hier mehr als 2000 Pflanzenarten angesiedelt.
Der Künstler André Heller hat das Grundstück 1988 erworben und hat einen Wohnsitz in der Villa.

„Eine Florasammlung von Weltgegenden ist es, Afrika und Südamerika, Asien, Europa und Australien ineinander verwoben. Edelweiß inmitten von Orchideenwiesen, meterhohe Baumfarne neben Granatapfelwundern. Bäche und Wasserfälle, Teiche mit heiligen Koi-Karpfen, Forellen und Spiegelungen des Libellenfluges, Hügel aus Dolomitgestein neben Kakteen und Efeutürmen. Indische und marokkanische Skulpturen in Harmonie mit Installationen von Roy Lichtenstein, Susanne Schmögner, Mimmo Paladino und Keith Haring.“

### Villa Alba
Die Villa Alba wurde im Auftrag von dem Fabrikanten Richard Langensiepen erbaut. Es war gedacht, die Sommermonate in Gardone zu verbringen. Das Monumentalgebäude war reiner Privatbesitz der Familie.
Das Königreich Italien war per Dreibund mit dem Deutschen Kaiserreich und Österreich-Ungarn verbündet.
Italien betrieb aber eine expansionistische Politik und trat auf der Seite der Entente 1915 in den Krieg ein, nachdem deren Mitglieder Italien im Londoner Vertrag (1915) erhebliche Landgewinne im Falle eines Sieges versprochen hatten. Dadurch wurden Deutsche und Österreicher in Italien zu „feindlichen Ausländern“; 1915 musste die Familie deshalb fliehen und wohnte vorerst in Zürich. In den 1970er Jahren erwarb die Gemeinde die Villa; heute ist sie ein Kongresszentrum.